# Дервиш и смрт (филм из 1972)
„Дервиш и смрт” је југословенски ТВ филм из 1972. године. Режирао га је Сава Мрмак а сценарио је написао Борислав Михајловић Михиз по делу Меше Селимовића.

## Улоге
| Глумац                  | Улога             |
| ----------------------- | ----------------- |
| Зоран Радмиловић        | Ахмед Нурудин     |
| Миа Адамовић            | Кадиница          |
| Петар Божовић           | Мула Јусуф        |
| Милутин Бутковић        | Хаџи Синанудин    |
| Петар Краљ              | Хасан             |
| Драган Николић          | Муселим           |
| Божидар Павићевић Лонга | Тамничар          |
| Данило Бата Стојковић   | Везиров дефтердар |
| Рејхан Демирџић         |                   |